# General de corp de armată
General de corp de armată este un grad de ofițer care în unele țări comandă o forță militară corespunzătoare unui corp de armată.
În majoritatea țărilor însemnele pentru acest grad sunt trei stele.
Gradul echivalent acestuia în România este general-locotenent. În cursul istoriei, în anumite perioade, gradul de general de corp de armată a existat și în armata României.
În Republica Moldova gradul „general de corp”, ca și cele de „general de divizie” și „general de brigadă” se conferă de către Președintele Republicii Moldova la propunerea ministerului apărării, coordonată cu comisia permanentă respectivă a Parlamentului. Modul de conferire, de retrogradare și de restabilire în grad a altor categorii de militari ai Forțelor Armate se stabilește de „Regulamentul satisfacerii serviciului militar de către soldați, sergenți și ofițeri ai Forțelor Armate”, aprobat de Guvern. La gradele militare ale cetățenilor care se află în retragere, se adaugă cuvintele „în retragere”, iar celor care satisfac serviciul în rezervă, se adaugă cuvintele „în rezervă”.